# بادي كانون
بادي كانون (بالإنجليزية: Buddy Cannon)‏ هو منتج أسطوانات وكاتب أغاني أمريكي، ولد في 9 أغسطس 1947 في لكسينغتون في الولايات المتحدة.

## وصلات خارجية
- الموقع الرسمي
- بادي كانون على موقع IMDb (الإنجليزية)
- بادي كانون على موقع ميوزك برينز (الإنجليزية)
- بادي كانون على موقع أول ميوزيك (الإنجليزية)
- بادي كانون على موقع ديسكوغز (الإنجليزية)